# Vohibinany
Vohibinany, Ampasimanolotra eller under kolonialtiden Brickaville är en ort i Madagaskar.   Den ligger i regionen Atsinanana, i den centrala delen av landet, 160 km öster om huvudstaden Antananarivo. Antalet invånare är 21 000.